# Rei da Rutênia

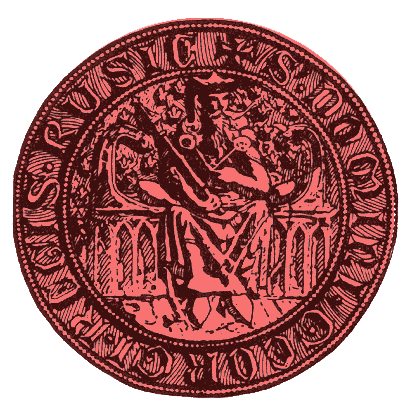
Selo anverso de Iuri I Lvoviche com a inscrição: "Regis Rusiae" - Rei da Rússia

Rei da Rutênia, Rei da Rus' ou Rei da Rússia (latim: Rex Russiae ou Rusiae, russo: Король Руси) foi um título da Europa Ocidental usado em vários documentos medievais e fontes narrativas em relação aos governantes russos. Alguns deles receberam propostas para sua adoção. O único caso em que este título foi adotado foi o casamento do príncipe da Galícia-Volínia, Daniel Romanoviche em 1253. De acordo com Alexander Filyushkin, o título não se enraizou na cultura política da Rússia, "cintilando como um episódio estranho na história russa". O título, no entanto, foi fundamental para estabelecer o domínio polonês sobre o sudoeste da Rus'.

## História

### Príncipes de Quieve
O título de rei em relação aos príncipes russos foi encontrado em cartas papais muito antes da coroação de Daniel e refletia a tendência da Europa Ocidental de chamar os governantes de certas terras de "rex". Uma concessão ativa da coroa real ocorreu em relação a Iaropolco Iziaslaviche, que chegou a Roma durante a guerra civil dos filhos de Iaroslav, o Sábio em 1075, mas o pai de Iaropolco, Iziaslav Yaroslaviche, não se atreveu a publicar a bula papal na Rússia e um tentativa de mudar a ordem de sucessão ao trono com a participação do Papa falhou.

### Príncipes da Galícia-Volínia
O título de rei apareceu na cultura política russa no séc. XIII, quando foi atribuído simultaneamente a dois governantes da Europa Oriental - Daniel da Galícia e o príncipe lituano Mindovg. Daniel foi coroado por representantes papais na região fronteiriça de Dorogichin em 1253. Vale ressaltar que o título dos reis da Galícia e Vladimiria (rex Galiciae et Lodomeriae) adquirido de Roma foi usado pelos reis húngaros por várias décadas, começando com a captura de Galícia em 1189-1190, posteriormente repetido várias vezes. A colisão de dois títulos não incomodou Roma. Dando títulos reais a Daniel e Mindovg, o papa perseguiu o objetivo de expandir sua esfera de influência, mas nem o catolicismo nem as “cruzadas” contra os pagãos foram relevantes para ambos os governantes. Daniel precisava de ajuda militar contra os mongóis, e Mindovg precisava de ajuda contra as ordens dos cavaleiros alemães. O Papa não pôde e não quis prestar esta assistência, pelo que os acordos não foram implementados e os títulos perderam o seu significado para todos os participantes. Descendentes diretos de Daniel, Lev e Mstislav não foram coroados. Uma tentativa de reviver o título foi feita pelo neto de Daniel, Iuri Lvoviche (no anverso de seu selo de aroeira sobrevivente é chamado de "Rex Rusiae" - o rei da Rússia, e no verso - "Dux Ladimiriae" - o príncipe de Vladimir). Nos selos das cartas de 1316, 1325, 1327, 1334 e 1335, os filhos de Iuri Lvoviche, Andrei e Lev, e o neto de sua filha, Boleslau-Yuri, continuaram a ser chamados de "Rex Russiae". O "Reino da Rússia" foi mencionado no título do último príncipe da galícia-volínia, Iuri II Boleslau da dinastia Piast polonesa.

### Reis poloneses e húngaros
O título de "Rei da Rússia" como "legado dos Piasts" recebeu grande importância do rei polonês Casimiro III, que celebrou um acordo com Iuri II Boleslau, segundo o qual recebeu esse título como herança em caso de morte sem filhos do príncipe da Galícia-Volínia. Logo Casimiro III tornou-se o principal beneficiário da morte do príncipe por envenenamento. Já nove dias após este evento, o exército do rei polonês ocupou e saqueou Lvov, capturando o tesouro do príncipe com kleinods. O historiador Leonty Voitovich observa que foram necessários vários meses para preparar tal campanha naqueles dias. Após a captura final das terras galicianas em 1349, o título de "Rei da Rússia" foi adicionado ao título completo de Casimiro III. Casimiro III cunhou uma moeda separada para o reino russo.
Logo o conflito polaco-húngaro de reivindicações ao título de Rei da Rus' foi resolvido. Já em 1350, foi assinado um acordo em Buda entre Casimiro III e o rei húngaro Luís I, o Grande. Para Luis e seu irmão Estevão, o direito hereditário ao "Reino Russo" foi reconhecido, mas foi cedido a Casimiro por toda a vida. Caso Casimiro não tivesse um filho, estava previsto o retorno do título da Hungria; se houvesse um filho, a Hungria mantinha o direito de resgatar a Rus' dos reis poloneses por 100.000 florins. A Hungria garantiu assistência militar à Polônia contra os cruzados e todos os outros - mas apenas em assuntos do "Reino da Rússia". A Hungria não usou posteriormente o direito de comprar o título, no entanto, após as divisões da Commonwealth no século XVIII, como parte da Áustria-Hungria, com referência aos eventos medievais, foi criado o Reino da Galícia e Lodoméria.
Em meados do séc. XIV, segundo documentos, o termo "Reino da Rússia" foi atribuído à Galícia, em contraste com a Terra de Volínia. Em 1434, a voivodia russa foi criada com base no reino russo.

### Soberanos de Moscou

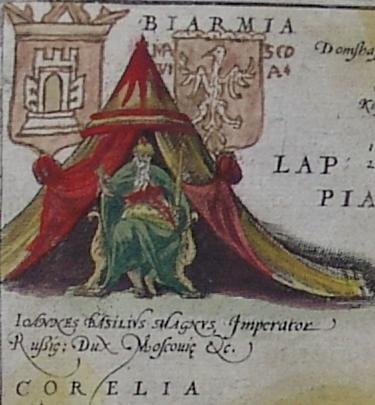
"Ioann Vasilyevich, o grande Imperador da Rússia, príncipe da Moscóvia" (Ioannes Basilius Magnus Imperator Russiae, Dux Moscoviae). Fragmento de um mapa de Abraham Ortelius (1574).

Em 1489, o diplomata alemão Nikolaus Poppel trouxe ao soberano de oda a Rússia Ivan III uma proposta de outorgar o título real do Sacro Imperador Romano, ao qual foi recebida a seguinte resposta: “Nós, pela graça de Deus, somos soberanos em nossa terra de nossos primeiros antepassados, e temos a designação de Deus, [.. ] mas não queríamos isso de ninguém de antemão, e agora não queremos ”. No futuro, tanto o Vaticano quanto o Sacro Império Romano tentaram repetidamente repetir a proposta de conceder o título real, vendo isso como uma ferramenta para integrar a Rússia na Europa católica, mas encontraram a recusa de Vasili III e Ivan, o Terrível. Em 1550, o aventureiro John Steinberg lançou um falso boato na Europa sobre a intenção de Ivan, o Terrível, de concluir uma união católica e declarar guerra aos turcos em troca de receber um título real. Para o monarca polaco-lituano Sigismundo II, esse boato causou grande preocupação. Embaixadas foram enviadas ao Vaticano e ao Sacro Império Romano com um pedido insistente para não dar a Ivan IV a coroa do "Rei da Rússia", mas apenas do "Rei de Moscou", já que o título de "Rei da Rússia" já pertence aos Jagiellons.
Em vários documentos ocidentais (correspondência oficial, trabalho de escritório, documentos científicos, mapas), os grão-duques e czares de Moscou, começando com Ivan III, foram chamados de "imperadores" ou "kaisers" da Rus'.